# Björntjärnen (Sunne socken, Värmland)
Björntjärnen är en sjö i Sunne kommun i Värmland och ingår i Göta älvs huvudavrinningsområde.